# Wilhelm Rimpau (Mediziner)
Herbert Georg Wilhelm Rimpau (* 28. Januar 1943 in Halberstadt; † 22. März 2024 in Berlin) war ein deutscher Arzt.

## Leben
Wilhelm Rimpau wurde nach dem bekannten Saatzüchter Wilhelm Rimpau benannt, dessen Nachfahre er ist. Das elterliche Gut Langenstein wurde konfisziert und die Familie Rimpau im Januar 1946 aus dem Ort vertrieben. Sie flüchtete für drei Jahre in ein Dorf im südlichen Niedersachsen, wo Wilhelm Rimpau den Schulbesuch begann. Anschließend weilte er in einem Internat. 
Rimpau studierte Medizin und wurde 1973 an der Universität Heidelberg mit der Dissertation Untersuchung zur Topographie der disseminierten intravasalen Gerinnung bei ACTH-Applikation promoviert. Von 1973 bis 1978 war Rimpau an der Freien Universität Berlin tätig. Dort lernte er nach eigener Angabe von „Dieter Janz (...) nicht nur Epileptologie, sondern das ärztliche Gespräch, Menschenkunde, Fürsorge, Selbstreflexion.“ Anschließend war Rimpau bis 1983 Oberarzt am Berliner Krankenhaus Am Urban. 1983 erfolgte seine Berufung als Leitender Arzt an das Gemeinschaftskrankenhaus Herdecke und als Dozent an die neu gegründete private Universität Witten/Herdecke, wo er 1991 die kommissarische Leitung des Lehrstuhls „Neurologie“ sowie 1994 die kommissarische Leitung des Lehrstuhls „Didaktik der klinischen Medizin“ übernahm. Wegen seiner Verdienste um den Aufbau der Medizinischen Fakultät in Witten/Herdecke wurde Rimpau dort 2000 zum Honorarprofessor ernannt.
Wilhelm Rimpau war von 1997 bis 2008 Chefarzt der Neurologie an der Park-Klinik in Berlin-Weißensee. Schwerpunkte seiner klinischen Arbeit blieben insbesondere die Epileptologie und Psychosomatik. Bis 2011 war Rimpau dann noch am Evangelischen Krankenhaus Königin Elisabeth Herzberge in Berlin-Lichtenberg tätig.
Rimpau arbeitete an der Edition der Gesammelten Schriften Viktor von Weizsäckers (1986–2005) mit. Neben seiner beruflichen Tätigkeit als Mediziner forschte er u. a. zur Geschichte der Saatzucht und seiner Familie sowie deren Besitzungen in Langenstein usw., dem dortigen KZ und dem jüdischen Leben in Halberstadt sowie zum Arzt Albrecht Daniel Thaer (1752–1828).
2017 spendete er der Stadtbibliothek Halberstadt rund 500 Bücher. Das Gutsarchiv Langenstein seiner Familie wird im Landesarchiv Sachsen-Anhalt verwaltet.
Rimpau lebte in Berlin. Er wurde auf dem Alten Zwölf-Apostel-Kirchhof beigesetzt.

## Veröffentlichungen (Auswahl)
- Neurologie-Unterricht an der Medizinischen Fakultät der Universität Witten-Herdecke 1983–1993. 1993 (Habilitationsschrift, Universität Witten/Herdecke, 1994).
- Viktor von Weizsäcker: Warum wird man krank? Ein Lesebuch. Suhrkamp, Frankfurt am Main 2008 (herausgegeben von Wilhelm Rimpau).
- Der Arzt Albrecht Daniel Thaer (1752–1828). Der Mann gehört der Medizin wie der Landwirtschaft. Fördergesellschaft Albrecht Daniel Thaer e.V. Möglin, Reichenow-Möglin 2016.
- Von der ‚Rationellen Landwirtschaft‘ Albrecht Thaers zur Pflanzenzüchtung Wilhelm Rimpaus (1810–1877). In: Sitzungsberichte der Gesellschaft Naturforschender Freunde zu Berlin Band 54 (2018)